# Lesaffre
Lesaffre je francouzská potravinářská firma, největší světový producent kvasnic.
Společnost byla založena Louisem Lesaffrem, spoluzakladatelem firmy Bonduelle, v polovině 19. století. Jedna z jejích dceřiných společností, Bio Springer, pak byla založena baronem Maxem de Springerem v roce 1872 v Maisons-Alfort.
V roce 2004 vytvořila severoamerický společný podnik (v angličtině známé jako joint venture) se společností ADM, a to pod názvem Red Star Yeast.
V roce 2006 vyvolal konec obchodu se sladem prostřednictvím své dceřiné společnosti International Malting Company (IMC), tehdy pátého největšího sladovníka na světě, napětí mezi rodinnými akcionáři.  Společnost ADM poté získala 100% akcií společnost IMC. 
K roku 2007 byla společnost Lesaffre největším světovým výrobcem kvasnic. V roce 2011 koupila továrnu "Voronezh Yeast" LLC ve Voroněži. Po založení dceřiné společnosti Lesaffre Advanced Fermentations (LEAF) proběhla v červenci 2014 akvizice švýcarského biopalivového start-upu Butalco, který založili Eckhard Boles a Gunter Festel. Touto akvizicí vstoupila společnost Lesaffre nově také na trh s biobutanolem. V roce 2014 měla společnost roční obrat 1,5 miliardy eur, zaměstnávala 7 700 pracovníků a vlastnila 80 dceřiných společností v desítkách zemí světa. Společnost nikdy nevstoupila na burzu, nicméně je vlastněna 400 akcionáři z rodiny zakladatelů, jejichž profesní jmění se odhaduje na přibližně 3 miliardy eur. V roce 2018 proběhla akvizice tuniské společnosti Rayen Food Industries, která se specializuje na výrobu pekařského droždí, a také srbského závodu Alltech specializujícího se na extrakty z kvasnic.
V roce 2021 se firma v seznamu FoodTalks mezi 30 nejlepšími globálními společnostmi zabývajícími se probiotickými potravinářskými přísadami umístila na 8. místě. Podle údajů z roku 2023 zaměstnává společnost více než 10 000 zaměstnanců v 80 dceřiných společnostech působících v 50 zemích světa. Ročně generuje tržby ve výši 2 miliardy eur.
V České republice má společnost sídlo v Olomouci, výrobní závod pak ve Staré Boleslavi. V Česku je zároveň největším dodavatelem droždí na trhu. Generálním ředitelem dceřiné společnosti Lesaffre Česko, a.s. je Tomáš Podivinský.